# 6084 Bascom
6084 Bascom (1985 CT) là một tiểu hành tinh vành đai chính được phát hiện ngày 12 tháng 2 năm 1985 bởi C. S. Shoemaker và E. M. Shoemaker ở Palomar. Nó được đặt theo tên nhà địa chất Florence Bascom người Mỹ.
6084 Bascom là một tiểu hành tinh đôi với một vệ tinh (S/2006 (6084) 1) được phát hiện bởi D Higgins, P Pravec, P Kusnirak, L Sarounova, S. Gajdos, A Galad và J Vilagi ngày 6 tháng 2 năm 2006 (2006CBET 389 (6084) BASCOM).